# Hans Rainer Sepp

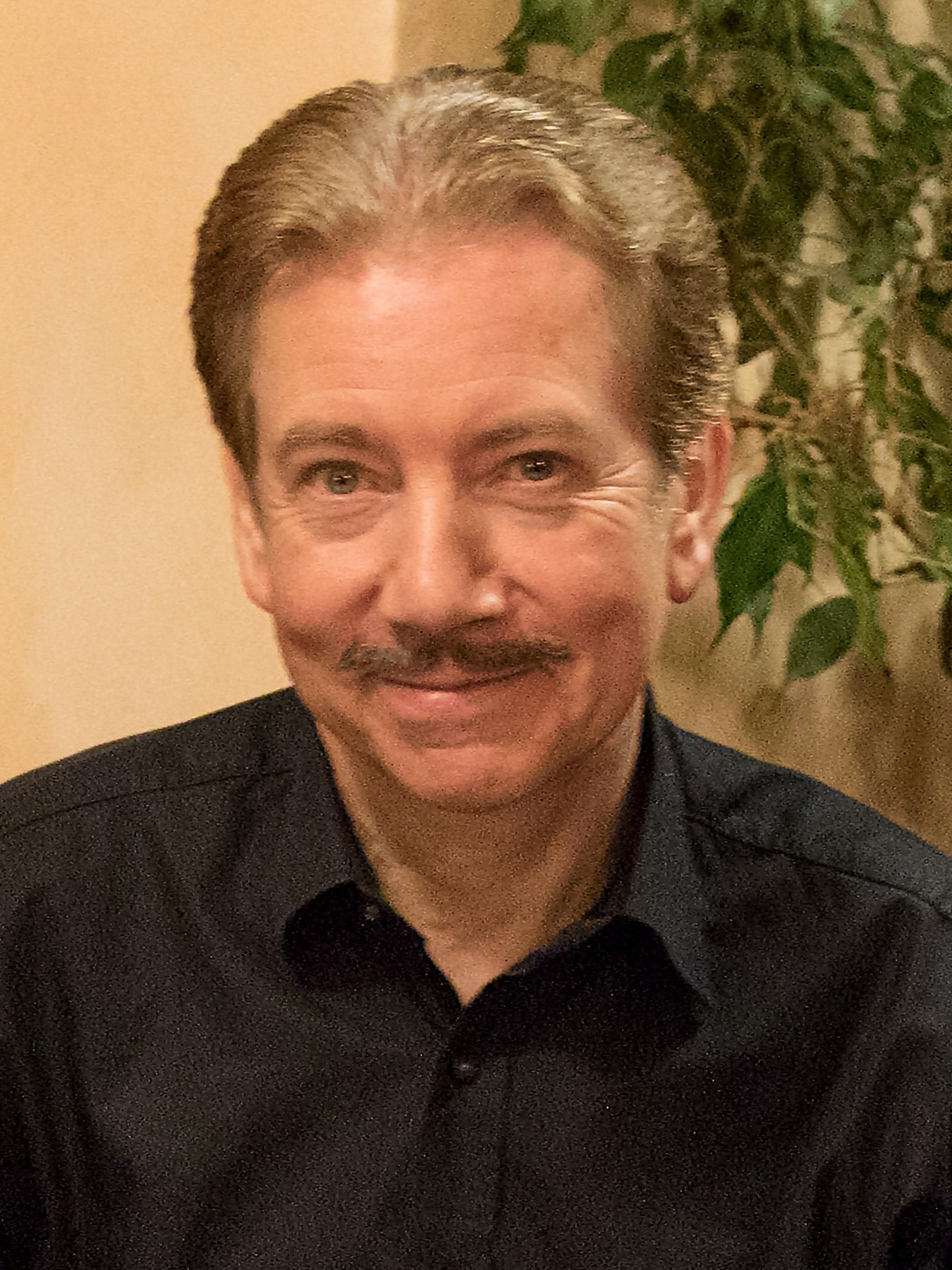
Hans Rainer Sepp (2017)

Hans Rainer Sepp (* 9. September 1954 in Rottenbuch, Oberbayern) ist ein deutscher Philosoph.

## Leben
Hans Rainer Sepp studierte von 1974 bis 1979 an der Ludwig-Maximilians-Universität in München Philosophie und Germanistik. Er schloss sein Studium mit dem Magister Artium (M.A.) ab und war von 1982 bis 1992 als Mitarbeiter des Husserl-Archivs der Albert-Ludwigs-Universität in Freiburg i. Br. bei Werner Marx Koeditor von Bänden der Gesammelten Werke Edmund Husserls (Husserliana). 1991/1992 promovierte Sepp an der Universität München bei Eberhard Avé-Lallemant. 2004/2005 habilitierte er sich an der Fakultät für Humanwissenschaften der Karls-Universität in Prag und an der Technischen Universität Dresden.
1993 begründete Sepp die internationale Buchreihe Orbis Phaenomenologicus, die er seither zusammen mit Kah Kyung Cho (Buffalo) und Yoshihiro Nitta (Tokyo) herausgibt und inzwischen (2020) 100 Bände umfasst. Seit 1996 lehrt er Philosophie an der Karls-Universität Prag. Er war maßgeblich am Ausbau des Prager Jan-Patočka-Archivs zu einem internationalen Zentrum für phänomenologische Forschung beteiligt und ist heute, gemeinsam mit Karel Novotný, Direktor des Mitteleuropäischen Instituts für Philosophie (Středoevropský Institut Filosofie, SIF) in Prag. Außerdem war Sepp von 2004 bis 2014 Direktor des Eugen-Fink-Archivs in Freiburg i. Br. und ist Mitglied des Executive Committee von O.P.O. (Organization of Phenomenological Organizations). 2004 initiierte Sepp die Edition der „Eugen Fink Gesamtausgabe“, die er heute gemeinsam mit Annette Hilt,  Cathrin Nielsen, Alexander Schnell und Holger Zaborowski herausgibt.  Sepp hat Gastvorlesungen u. a. in St. Petersburg, Toulouse, Tokio, Hongkong und Mexiko gehalten.
1988 realisierte Sepp die Ausstellung „Edmund Husserl und die Phänomenologische Bewegung“, die bis 1992 in Freiburg i. Br., München, Halle, Wien, Leuven, Paris, Triest, Neapel, Prag, Prostějov, New York, Chicago und Pittsburgh gezeigt wurde, und 2004 organisierte er im Prager Carolinum die philosophische Kunstausstellung „art&fenomen“. 2000 verfasste er das Theaterstück „schattenreich. Husserl und Heidegger über die Zeit, das Leben und den Tod“, das unter der Regie von Hans J. Ammann im Theater Freiburg aufgeführt und ins Spanische, Chinesische und Japanische übersetzt wurde. In der spanischen Fassung wurde es von Roberto Briceño 2009 am Teatro Ocampo de Morelia (Mexiko) inszeniert.

## Philosophie als Oikologie
Das Grundthema von Sepps Philosophie ist das menschliche Leben und seine Veränderbarkeit durch Wissen. ‚Wissen’ ist dabei nicht nur als explizit theoretische, sondern auch als vor- und außertheoretische Reflexion verstanden, in der Leben sich auf sich selbst bezieht. In dieser Bestimmung umfasst Wissen sowohl Mythos, Religion und Kunst als auch Philosophie und Wissenschaft. Eine Theorie, die nach der Veränderbarkeit des Lebens aufgrund von Wissen fragt, erweist sich als eine interdisziplinär strukturierte und interkulturell offene Metatheorie.
Das grundlegende Problem, das sich einer solchen Metatheorie stellt, besteht darin, dass der Lebensvollzug subjektiv ist, dass aber jede wissende Spiegelung objektivierend verfährt, und dies mit einer besonderen Steigerung in europäischer Philosophie und Wissenschaft. Je mehr Wissen also ‚exakt’, d. h. objektiv wird, desto höher ist der Grad, dass der Zusammenhang mit denjenigen, die dieses Wissen erwerben, verdeckt wird oder sich sogar vordergründig auflöst, ohne dass objektives Wissen sich je von subjektiven Dispositionen gänzlich befreien könnte. Es geht somit auch um eine metatheoretisch klärende Kritik jeglichen objektiven Wissens in seiner Grundvoraussetzung der Objektivität.
Dieses Forschungsprofil, dem sich Sepps bisherige Hauptpublikationen eingliedern, unterteilt sich in drei Stufen: 1. Grundlagen der europäischen theoría. 2. Reflexionsformen in nicht-theoretischen Wissensformen wie Mythos, Religion, Kunst. 3. Interkulturelle Forschungen im Kontext einer neu zu entwickelnden integrativen Wissensform, genannt Oikologie, welche die ersten beiden Gesichtspunkte in sich aufhebt.
Oikologie fragt in einen Bereich hinein, der noch vor den Ansätzen philosophischer Genres wie Logik, Erkenntnis- und Wissenschaftstheorie, aber auch Ethik und Moraltheorie sowie Ontologie und Metaphysik liegt. Sie basiert auf einer erneuerten Philosophie der Leiblichkeit und des menschlichen Körpers und versucht als prima philosophia ein interkulturelles und interdisziplinäres Denken zu etablieren.
Dabei knüpft sie an die Funktion des Hauses (altgriechisch oikós) an, die schlicht darin besteht, in ihm zu leben. Mit seiner Funktion des Inseins überschreibt das Haus eine existenzielle Disposition, die im leiblich-körperlichen Vollzug ihr erstes In ausbildet. Dieses ursprüngliche Leben bekommt selten eine Stimme, gewöhnlich bezieht man sich auf dasjenige, was durch dieses Leben ermöglicht wird. Selbst Individualität wird zumeist von den sozialen Kontexten her verstanden, in die man hineingeboren ist, obgleich stets jede und jeder ihr und sein singuläres, in-dividuelles Leben lebt.
Oikologie unterscheidet folglich zwei inkompatible Weisen des Individuellen und zwei ihnen entsprechende Formen des Inseins, wobei auch das In des Leiblich-Körperlichen nicht mit dem In einer sozialen Welt kongruiert. Sie deckt zugleich Genesen der Sozialbildung aus dem In-Dividuellen auf, wie sie, vor dem Hintergrund von Sesshaftwerden und Hausbildung, aus der nicht aufzulösenden Spannung beider Formen des Inseins resultieren. Im Rückgang auf das verdeckte, aber nicht zu eliminierende Insein des In-Dividuellen wird explizit, wie Leiblichkeit den Grundriss von kulturellen Sinnräumen in der Arbeits- und Lebenswelt, in Wissenschaft, Technik, Politik, Ökonomie, Ökologie usw. bestimmt.

## Ehrungen
- 2005	Festschrift zum 50. Geburtstag: Focus Pragensis IV und V, Praha 2005 und 2006.
- 2012	Husserl-Lecture am Husserl-Archiv der Universität Leuven / Belgien.
- 2016	Festschrift zum 60. Geburtstag: Kontexte des Leiblichen, ed. K. Novotný, C. Nielsen, Th. Nenon, Verlag Traugott Bautz, Nordhausen.
- 2018	Husserl-Lecture der Deutschen Gesellschaft für Phänomenologie und Hermeneutik.
- 2022 The Jan Patočka Memorial Medal der Tschechischen Akademie der Wissenschaften.

## Veröffentlichungen
Bibliographie bis 2016 in: Karel Novotný, Cathrin Nielsen und Thomas Nenon (Hg.): Kontexte des Leiblichen, Verlag Traugott Bautz, Nordhausen, S. 551–569.

### Monographien
- Praxis und Theoria: Husserls transzendentalphänomenologische Rekonstruktion des Lebens  (Phänomenologie Kontexte, Bd. 1), Verlag Karl Alber, Freiburg i. Br. /München 1997. ISBN 978-3-495-47842-4.
- Bild. Phänomenologie der Epoché I (Orbis phaenomenologicus, Studien Bd. 30). Königshausen & Neumann, Würzburg 2012. ISBN 978-3-8260-4941-5.
- Über die Grenze (libri nigri, Bd. 1). Verlag Traugott Bautz, Nordhausen 2014. ISBN 978-3-88309-793-0.
- Philosophie der imaginären Dinge (Orbis phaenomenologicus, Studien Bd. 40). Königshausen & Neumann, Würzburg 2017. ISBN 978-3-8260-5944-5.
- Phänomenologie und Oikologie. Ausgewählte Aufsätze [in Chinesisch], hg. v. Zhang Wei, Beijing: The Commercial Press, Beijing, 2019. ISBN 978-7-100-17715-3.

### Herausgeberschaft von Buchreihen
- mit Kah Kyung Cho und Yoshihiro Nitta: Orbis Phaenomenologicus. Perspektiven – Quellen – Studien. Verlag Karl Alber, Freiburg i. Br. / München 1993–2001 (8 Bände), als Neue Folge ab 2002 im Verlag Königshausen & Neumann, Würzburg
- mit Karl-Heinz Lembeck und Ernst Wolfgang Orth: Phänomenologie. Texte und Kontexte. Verlag Karl Alber, Freiburg i. Br. / München 1997–2001 (15 Bände)
- mit Joachim Fischer und Gérard Raulet: Philosophische Anthropologie. Themen und Positionen. Verlag Traugott Bautz, Nordhausen 2008 ff.
- libri nigri. Denken über Grenzen[9]. Verlag Traugott Bautz, Nordhausen 2011 ff.
- libri virides[10]. Verlag Traugott Bautz, Nordhausen 2011 ff.
- mit Joachim Feldes und Stephan Fritz: Ad Fontes. Studien zur frühen Phänomenologie. Verlag Traugott Bautz, Nordhausen 2015 ff.

### Herausgeberschaft von Werken (Auswahl)
- mit Thomas Nenon: Edmund Husserl: Aufsätze und Vorträge 1911–1921 (Husserliana XXV, Kluwer, Dordrecht 1987) und 1922 -1937 (Husserliana XXVII, Kluwer, Dordrecht 1989)
- Edmund Husserl und die Phänomenologische Bewegung. Zeugnisse in Text und Bild. Verlag Karl Alber, Freiburg i. Br. /München 1. u. 2. Aufl. 1988. ISBN 3-495-47636-9.
- mit Ludger Hagedorn: Jan Patočka. Texte – Dokumente – Bibliographie. (Orbis Phaenomenologicus. Quellen Bd. 2). Verlag Karl Alber, Freiburg i. Br. /München 1999. ISBN 978-3-495-47904-9.
- Metamorphose der Phänomenologie. Liber amicorum für Meinolf Wewel. (Phänomenologie. Kontexte, Bd. 7) Verlag Karl Alber, Freiburg i. Br. / München 1999. ISBN 3-495-47855-8.
- mit Jürgen Trinks: Literatur als Phänomenalisierung. 2003. ISBN 3-85132-367-X, und Phänomenalität des Kunstwerks. 2006. ISBN 3-85132-465-X. Verlag Turia + Kant, Wien
- mit Ichiro Yamaguchi: Leben als Phänomen. Die Freiburger Phänomenologie im Ost-West-Dialog. (Orbis Phaenomenologicus. Perspektiven NF 13) 2006. ISBN 978-3-8260-3213-4.
- mit Jaromir Brejdak, Reinhold Esterbauer u. Sonja Rinofner-Kreidl: Phänomenologie und Systemtheorie (Orbis Phaenomenologicus. Perspektiven NF 8). 2006. ISBN 3-8260-3143-1.
- mit Dietrich Gottstein: Polis und Kosmos. Perspektiven einer Philosophie des Politischen und einer Politischen Kosmologie (Orbis Phaenomenologicus. Perspektiven NF 16). 2008. ISBN 978-3-8260-3498-5.
- mit Ada Neschke: Philosophische Anthropologie. Ursprünge und Aufgaben (Philosophische Anthropologie – Themen und Positionen 1). Verlag Traugott Bautz, Nordhausen. 2008. ISBN 978-3-88309-442-7.
- mit Hanna-Barbara Gerl-Falkovitz, Susan Gottlöber u. René Kaufmann: Europäische Menschenbilder. Universitätsverlag Thelem, Dresden. 2009. ISBN 978-3-939888-50-5.
- mit Lester Embree: Handbook of Phenomenological Aesthetics. Springer Netherlands, Dordrecht 2010. ISBN 978-90-481-2471-8.
- mit Helga Blaschek-Hahn: Heinrich Rombach. Strukturontologie – Bildphilosophie – Hermetik. (Orbis Phaenomenologicus. Perspektiven NF 2) 2010. ISBN 978-3-8260-4055-9.
- mit Cathrin Nielsen: Wohnen als Weltverhältnis. Eugen Fink über den Menschen und die Physis. Verlag Karl Alber, Freiburg i. Br./München 2019. ISBN 978-3-495-49123-2.
- Natur und Kosmos. Entwürfe der frühen Phänomenologie (Ad Fontes 12). Verlag Traugott Bautz, Nordhausen 2020. ISBN 978-3-95948-433-6.
- Phänomenologie und Ökologie (Orbis Phaenomenologicus Perspektiven NF 31) 2020. ISBN  978-3-8260-6472-2.[11]
- Das Subjekt der Moderne. Liber amicorum für Klaus Erich Kaehler (libri nigri 85), Verlag Traugott Bautz, Nordhausen 2021. ISBN 978-3-95948-524-1.
- Fotografische Differenz (libri nigri 88), Verlag Traugott Bautz, Nordhausen 2022. ISBN 978-3-95948-585-2.

### Werkstattgespräche
- “Rozhovor s Hansem Rainerem Seppem | Gespräch mit Hans Rainer Sepp”, aufgezeichnet von Kateřina Tourková, in: Fakultní Newsletter [Fakultät für Humanwissenschaften der Karls-Universität, Prag], 2. September 2013.

- “Interview mit Hans Rainer Sepp im Rahmen der Husserl Lecture 2018”, aufgezeichnet von Erik Dzwiza und Selin Gerlek, 17. Oktober 2018, in: et al. .

- “Oikology: Phenomenology of Place. Dialogue with Hans Rainer Sepp”, aufgezeichnet von Marcela Venebra, in: Acta Mexicana de Fenomenología. Revista de investigación filosófica y científica 4, 2019, S. 183–195. Mit einem Anhang von Andrés M. Osswald (Buenos Aires): “A puertas abiertas. Elementos parapensar la fenomenología oikológica de Hans Rainer Sepp | Open Doors. Elements to think the Oikological Phenomenology by Hans Rainer Sepp”, ebd., S. 199–218. http://actamexicanadefenomenologia.org/NUMERO-CUATRO.html

- “Interview mit Hans Rainer Sepp” [auf Chinesisch], aufgezeichnet von Ziming Huang und Wei Zhang, in: Hans Rainer Sepp, 现象学与家政学 - 塞普现象学研究文选   [Phänomenologie und Oikologie], The Commercial Press, Beijing 2019, S. 378–386.